# Municipio Huehuetoca
Koordinaten: 19° 50′ N, 99° 12′ W
Huehuetoca ist ein Municipio im mexikanischen Bundesstaat México. Es gehört zur Zona Metropolitana del Valle de México, der Metropolregion um Mexiko-Stadt. Der Sitz der Gemeinde ist das gleichnamige Huehuetoca, größter Ort im Municipio hingegen Colonia Santa Teresa. Weitere größere Orte sind Ex-Hacienda de Jalpa, San Bartolo und Salitrillo.
Die Gemeinde hatte im Jahr 2010 100.023 Einwohner, ihre Fläche beträgt 118,9 km².

## Geographie
Huehuetoca liegt im Norden des Bundesstaates México, etwa 40 km nördlich von Mexiko-Stadt.
Das Municipio grenzt an die Municipios Tepotzotlán, Tequixquiac, Zumpango und Coyotepec sowie an den Bundesstaat Hidalgo.

## Persönlichkeiten
- Jesús Tadeo Vega (* 1994), Geher